# Скиперский, Дмитрий Васильевич
Дмитрий Васильевич Скиперский (29 апреля 1973, Армавир, Краснодарский край) — российский футболист, защитник и нападающий, тренер. Известен по выступлениям в Эстонии.

## Биография
Родился в семье футболиста Василия Ивановича Скиперского (род. 1948), игравшего в соревнованиях мастеров во второй лиге за клуб «Урожай» (Александровское), а затем работавшего детским тренером. Воспитанник ДЮСШ г. Александровское и местного клуба «Колос». В составе команды участвовал в финальном турнире соревнований «Кожаный мяч» в Ужгороде (1984). В 16-летнем возрасте поступил в Таллинское высшее военно-политическое строительное училище, где решил остаться после распада Союза, хотя и отказался от военной карьеры.
Взрослую футбольную карьеру начал в сезоне 1993/94 в таллинском «Динамо» в высшем дивизионе Эстонии. С 1995 года играл за клуб «Тевалте-Марлекор», позднее называвшийся «Марлекор» и ТФМК. В его составе выступал более десяти лет, сыграв более 200 матчей в чемпионате страны. Чемпион (2005) и многократный призёр чемпионата Эстонии. По окончании сезона 2003 года планировал завершить игровую карьеру, состоялся его прощальный матч, однако в середине следующего сезона после травмы основного защитника клуба Тоомаса Калласте Скиперского попросили вернуться на поле.
В начале 2007 года окончательно покинул ТФМК и провёл сезон в третьем дивизионе в клубе «Сёрве», а затем перешёл в «Курессааре», с которым в 2008 году стал серебряным призёром первой лиги и следующие два сезона выступал в высшей лиге. В этих клубах играл на позиции нападающего, дважды становился лучшим бомбардиром «Курессааре» — в 2009 году забил 8 голов, а в 2010 году стал автором 9 мячей и вошёл в десятку лучших бомбардиров высшей лиги.
Всего в высшей лиге Эстонии сыграл 300 матчей и забил 40 голов.
С 2011 года в течение десяти лет выступал за таллинскую команду «Ээсти Коондис»/«Ретро» в четвёртом-пятом дивизионах, был её лучшим бомбардиром и неоднократно забивал по 30 и более голов за сезон, а всего забил более 200 голов. Лучший бомбардир третьей лиги 2011 года (36 голов), 2012 года (35 голов), 2013 года (41 гол)
В 2010-е годы работал на административных должностях в Эстонском футбольном союзе и в клубах «Левадия» и «Инфонет», в последнем также тренировал детскую команду, а в сезоне 2021 года в 48-летнем возрасте выходил на поле в матчах четвёртого дивизиона. В конце 2010-х годов также был ассистентом тренера в клубе «Ретро».
Помимо большого футбола с конца 2000-х годов выступал в высшем дивизионе Эстонии по мини-футболу. С 2014 года — главный тренер сборной Эстонии по мини-футболу.

## Личная жизнь
Супруга Тийна, по национальности эстонка, в середине 2000-х годов работала в миссии ОБСЕ в Варшаве. Есть дочь от первого брака.
Неоднократно пытался получить гражданство Эстонии, однако ему отказывали, как бывшему советскому военному.

## Достижения
- Чемпион Эстонии: 2005
- Серебряный призёр чемпионата Эстонии: 2001, 2003, 2004
- Бронзовый призёр Чемпионата Эстонии: 1995/96, 2000, 2002
- Обладатель Кубка Эстонии: 2002/03, 2005/06
- Финалист Кубка Эстонии: 2003/04, 2004/05
- Обладатель Суперкубка Эстонии: 2005, 2006